# Центральная еврейская историческая комиссия

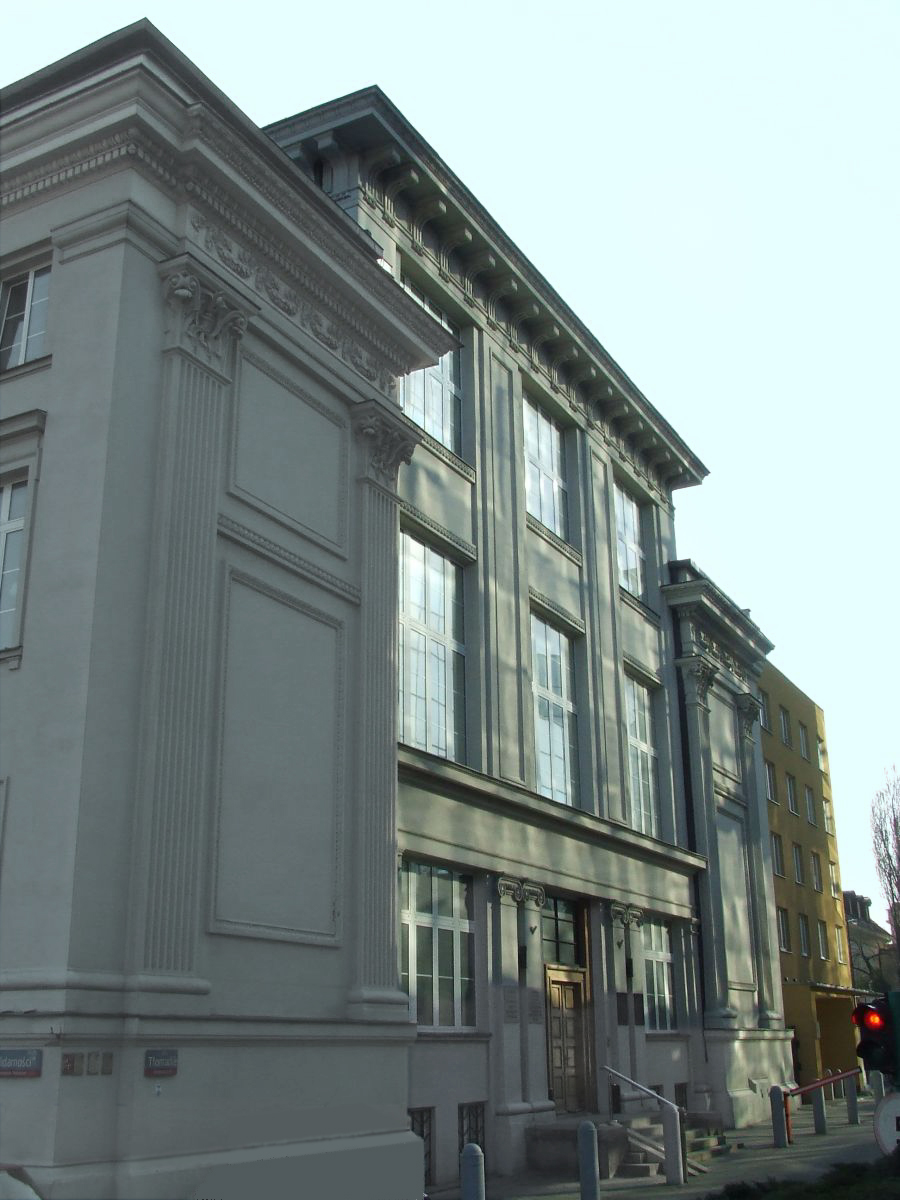
Еврейский исторический институт, Варшава, ул. Тломацка № 5

Центральная еврейская историческая комиссия (пол. Centralna Żydowska Komisja Historyczna) — один из отделов Центрального комитета польских евреев, занимавшийся изучением исторических документов Холокоста, сбором сведений об уцелевших евреев и помощью в розыске нацистских преступников. Центральная еврейская историческая комиссия просуществовала с 1944 по 1947 год и на местном уровне действовала до 1950 года.

## История
Центральная еврейская историческая комиссия стала продолжением «Исторической комиссии», созданной в октябре 1944 года и существовавшей при Временном Центральном комитете польских евреев. 12 ноября 1944 года Временный Центральный Комитет польских евреев был преобразован в Центральный Комитет польских евреев и «Историческая комиссия» стала одним из органов этой представительной еврейской организации под названием «Центральная еврейская историческая комиссия».
Офис Центральной еврейской исторической комиссии находился в Лодзи на улице Нарутовича, 25. В организации работали польские историки еврейского происхождения Филипп Фридман, Иосиф Кермиш, Бернард Бер Марк, Шимон Датнер, Иосиф Гитлер-Барский, Нахман Блюменталь, Артур Эйзенбах, Адам Рутковский.
В Центральной еврейской исторической комиссии существовали два отдела: Воеводский еврейский исторический отдел, объединявший секции во всех польских воеводствах и Историческая комиссия современного польского населения. В 1947 году организация прекратила существование — она стала основой Еврейского исторического института. Весь архив, собранный Центральной еврейской исторической комиссии перешёл в фонды Еврейского исторического института. До 1950 года существовали исторические отделения Центрального комитета польских евреев в некоторых польских городах. Новообразованный Еврейский исторический институт продолжал издавать периодические издания Центральной еврейской исторической комиссии «Jidisze Szriftn» и «Bleter far Geszichte».

## Издательская деятельность
Центральная еврейская историческая комиссия издала несколько книг по истории Холокоста в Польше и выпускала периодические издания «Jidisze Szriftn» и «Bleter far Geszichte».
Ниже приводится список книг, изданных Центральной еврейской исторической комиссии в порядке их издания:
- Dokumenty zbrodni i męczeństwa" (Kraków — Łódź 1945);
- «Instrukcje dla zbierania materiałów historycznych z okresu okupacji niemieckiej». Zeszyty 1-3 [Łódź 1945];
- «Wskazówki metodologiczne dla badania zagłady żydostwa polskiego» [Łódź 1945];
- Filip Friedman: «Zagłada Żydów lwowskich» [Łódź 1945];
- «Dokumenty i materiały do dziejów Żydów w Polsce» — tom I: Obozy, oprac. Nachman Blumental [Łódź 1946], tom II: Akcje i wysiedlenia, oprac. Józef Kermisz [Łódź 1946], tom 3: Getto Łódzkie", oprac. A. Eisenbach [Łódź 1946];
- «Zagłada Żydów Polskich» [Łódź 1946];
- «Mapa obozów na Górnym i Dolnym Śląsku» [Katowice 1946];
- «Mapa hitlerowskich obozów podczas niemieckiej okupacji» [Katowice 1946];
- «Ruch podziemny w gettach i obozach» [Warszawa-Łódź-Kraków 1946];
- Михаил Борвич (Michał Maksymilian Borwicz): «Uniwersytet zbirów» [Kraków 1946];
- Rudolf Reder: «Bełżec» [Kraków 1946];
- Leon Weliczker: «Brygada śmierci» [Łódź 1946];
- Roza Bauminger: «Przy pikrycie i trotylu» [Kraków 1946];
- «Oczyma 12-letniej dziewczyny» [Kraków 1946];
- Ber Ryczywół: «Jak przeżyłem Niemców» [Warszawa-Łódź-Kraków 1946];
- Gusta Dranger: «Pamiętnik Justyny» [Kraków 1946];
- Rachela Auerbach: «Treblinka» [Warszawa-Łódź-Kraków 1946];
- Михаил Борвич (Michał Maksymilian Borwicz): «Literatura w obozie» [Kraków 1946];
- Abram Melezin: «Stosunki demograficzne wśród ludności żydowskiej w Łodzi, Krakowie i Lublinie podczas okupacji niemieckiej» [Łódź 1946];
- Nachman Blumental: «Słowa niewinne» [Warszawa-Łódź-Kraków 1947];
- Szymon Datner: «Walka i zagłada białostockiego getta» [Łódź 1946];
- Józef Kermisz: «Powstanie w getcie warszawskim» [Łódź 1946];
- Natan Eliasz Szternfinkiel: «Zagłada Żydów Sosnowca» [Katowice 1946];
- Gerszon Taffet: «Zagłada Żydów żółkiewskich» [Łódź 1946];
- «W trzecią rocznicą zagłady getta w Krakowie» [Kraków 1946];
- Mordechaj Gebirtig: «Es brent» [Kraków 1946];
- Stefan Otwinowski: «Wielkanoc» [Kraków 1946];
- Михаил Борвич (Michał Maksymilian Borwicz): «Pieśń ujdzie cało…» [Warszawa-Łódź-Kraków 1947];
- Михаил Борвич (Michał Maksymilian Borwicz): «Pieśń Ginących, Z Dziejów Twórczości Żydow pod Hitlerowską Okupacją» [Warszawa-Łódź-Kraków 1947]
- Sz. Szajewicz: «Lech — L’cha» [Łódź 1946];
- «Proces ludobójcy Amona Leopolda Goetha przed najwyższym trybunałem narodowym» [Kraków-Warszawa-Łódź 1947];
- Noemi Szac-Wajnkranc: «Przeminęło z ogniem» [Warszawa 1947];
- Maria Hochberg-Mariańska i Noe Gruss: «Dzieci oskarżają» [Kraków-Łódź-Warszawa 1947].